# Eupogonius dubiosus
Eupogonius dubiosus är en skalbaggsart som först beskrevs av Stefan von Breuning 1942.  Eupogonius dubiosus ingår i släktet Eupogonius och familjen långhorningar. Inga underarter finns listade i Catalogue of Life.